# Euphorbia schinzii
Euphorbia schinzii es una especie fanerógama perteneciente a la familia de las euforbiáceas. Se encuentra en Sudáfrica.

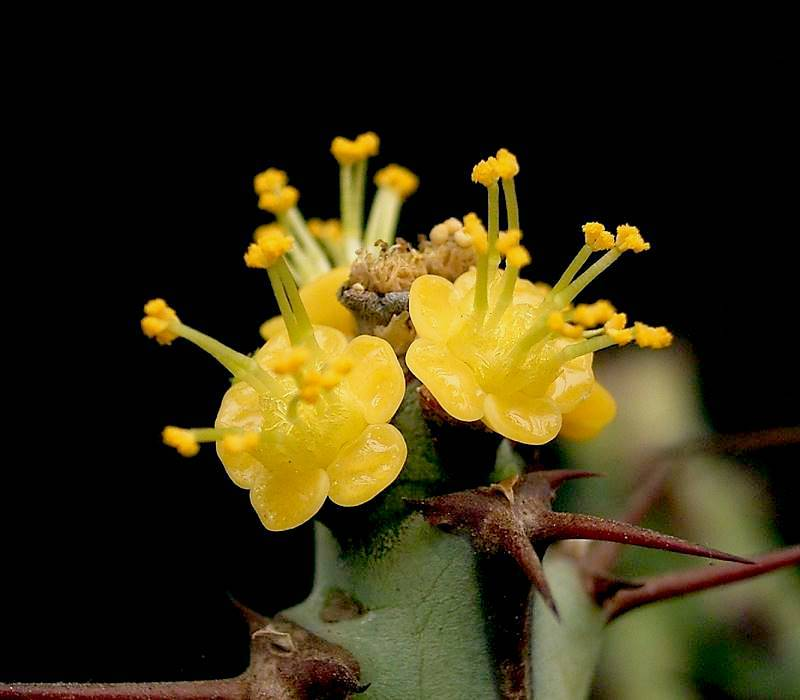
Detalle de las flores en ciato

## Descripción
Es una planta suculenta enana y espinosa sin hojas, que forma un grupo compacto de brotes a nivel del suelo, con ramas de 10-15 cm de largo, y 8-10 mm de diámetro, por lo general con 4  ángulos  con tubérculos, que más tarde se transforma en una diminuta hoja caduca y un par de espinas.

## Ecología
Se encuentra en las laderas rocosas, entre las rocas en el suelo pedregoso. Es variable en el  formato. Se distribuye por Sudáfrica y Malaui a una altitud de 90 a 1525 metros.

## Taxonomía
Euphorbia schinzii fue descrita por Ferdinand Albin Pax y publicado en Bulletin de l'Herbier Boissier 6: 739. 1898.
Etimología
Euphorbia: nombre genérico que deriva del médico griego del rey Juba II de Mauritania (52 a 50 a. C. - 23), Euphorbus, en su honor – o en alusión a su gran vientre –  ya que usaba médicamente Euphorbia resinifera. En 1753 Carlos Linneo asignó el nombre a todo el género.
schinzii: epíteto otorgado en honor del botánico suizo Hans Schinz.